# Хироаки Моришима
Хироаки Моришима (јап. 森島 寛晃; 30. април 1972) јапански је фудбалер.

## Каријера
Током каријере је играо за Серезо Осака.

## Репрезентација
За репрезентацију Јапана дебитовао је 1995. године. Наступао је на два Светска првенства (1998. и 2002. године) и освојио је азијска купа (2000. године) с јапанском селекцијом. За тај тим је одиграо 64 утакмице и постигао 12 голова.

## Статистика
| Јапан  | Јапан   | Јапан  |
| Година | Наступи | Голови |
| ------ | ------- | ------ |
| 1995.  | 9       | 0      |
| 1996.  | 11      | 2      |
| 1997.  | 14      | 5      |
| 1998.  | 3       | 0      |
| 1999.  | 0       | 0      |
| 2000.  | 10      | 3      |
| 2001.  | 9       | 1      |
| 2002.  | 8       | 1      |
| Укупно | 64      | 12     |

## Трофеји

### Јапан
- Азијски куп (1): 2000.